# جون د. ماكدونالد
جون د. ماكدونالد (بالإنجليزية: John D. MacDonald)‏‏ (24 يوليو 1916 في شارون - 28 ديسمبر 1986 في ميلواكي، ويسكنسن) كاتب قصص قصيرة، وروائي، وكاتب سيناريو، وكاتب، وكاتب خيال علمي، وكاتب مقالات، ومترجم من الولايات المتحدة.

## الجوائز
- جائزة الكتاب الوطني  [لغات أخرى]‏
- جائزة إدغار
- عضوية قاعة شرف فناني فلوريدا  [لغات أخرى]‏

## روابط خارجية
- جون د. ماكدونالد على موقع IMDb (الإنجليزية)
- جون د. ماكدونالد على موقع الموسوعة البريطانية (الإنجليزية)
- جون د. ماكدونالد على موقع ألو سيني (الفرنسية)
- جون د. ماكدونالد على موقع أول موفي (الإنجليزية)
- جون د. ماكدونالد على موقع إن إن دي بي (الإنجليزية)
- جون د. ماكدونالد على موقع قاعدة بيانات الفيلم (الإنجليزية)
- جون د. ماكدونالد على موقع كينوبويسك (الروسية)